# Groupe de NGC 5063
Le groupe de NGC 5063 comprend au moins quatre galaxies situées dans la constellation du Centaure. La distance moyenne entre ce groupe et la Voie lactée est d'environ 52,9 Mpc (∼173 millions d'al).

## Membres
Le tableau ci-dessous liste les quatre galaxies du groupe indiquées dans l'article de A.M. Garcia paru en 1993.
| Nom        | Class.      | Type         | α (J2000.0)   | δ (J2000.0)  | Vitesse radiale (km/s) | m            | Distance (Mpc) | Diamètre (kal) |
| ---------- | ----------- | ------------ | ------------- | ------------ | ---------------------- | ------------ | -------------- | -------------- |
| NGC 5062   | S0^0 pec    | Lenticulaire | 13h 18m 23.6s | -35° 27′ 31″ | 3284 ± 27              | 11,2         | 52,6 ± 3,7     | 249            |
| NGC 5063   | (R')SA(rs)a | Spirale      | 13h 18m 25.7s | -35° 21′ 09″ | 3222 ± 45              | 12,3         | 51,7 ± 3,7     | 140            |
| ESO 382-16 | SA0^0^ pec  | Lenticulaire | 13h 13m 23.4s | -36° 34′ 33″ | 3297 ± 14              | 12,23 ± 0,09 | 52,8 ± 3,7     | 112            |
| ESO 382-34 | SAB0^0(r)   | Lenticulaire | 13h 18m 01.7s | -36° 57′ 01″ | 3416 ± 18              | 12,19 ± 0,09 | 54,5 ± 3,8     | 119            |

Le site DeepskyLog permet de trouver aisément les constellations des galaxies mentionnées dans ce tableau ou si elles ne s'y trouvent pas, l'outil du site constellation permet de le faire à l'aide des coordonnées de la galaxie. Sauf indication contraire, les données proviennent du site NASA/IPAC.